# Jorge Arango Mejía
Jorge Arango Mejía (Armenia, Quindío; 2 de octubre de 1936-Bogotá, 13 de julio de 2018) fue un jurista y político colombiano, magistrado colombiano.
Fue el primer presidente de la Corte Constitucional de Colombia. Como magistrado ejerció un período de siete años, desde marzo de 1993 hasta abril de 1998. Fue presidente de esa corporación en 1994, en reemplazo de Hernando Herrera Vergara.

## Biografía
El menor de 12 hermanos. En su momento, desde muy temprano, debió asumir el manejo de su casa y ayudar a los suyos, luego de la muerte de sus padres. Ahora sólo sobreviven tres de sus hermanas. La familia Arango proviene de Antioquia, Manizales donde nacieron sus padres y Armenia. En 1955 cuando prestó servicio militar en el Batallón Miguel Antonio Caro. Se graduó de bachiller en noviembre de 1954, en el Colegio San José, de Armenia. Fue el mismo centro en el cual debutó, sin pensarlo, como orador, cuando a sus 13 años debió por obligación (el escrito se le había quedado) improvisar ante sus compañeros un discurso sobre un tema patrio. Cursaba el segundo grado. Sus dos bisabuelos, Joaquín Arango Restrepo y Gabriel Arango Palacio, figuran entre los fundadores de Manizales, creada por ordenanza de la Cámara Provincial el 12 de octubre de 1849.
Se casó con María Lucía Isaza Londoño el 10 de febrero de 1962, cuando era alcalde y cuatro años después de conocerla. De esta unión nacieron tres hijos, Mauricio, Jorge y José Miguel. Vio a su esposa por primera vez luego de pronunciar otro breve discurso el día de la coronación de la reina de los estudiantes de Armenia.

## Carrera judicial y política
Abogado de la Universidad Externado de Colombia, Doctor en Derecho y Ciencias Sociales y Políticas. Juez civil del Circuito de la Dorada en 1961. Fue alcalde de Armenia, Secretario de Desarrollo y Fomento de Obras Públicas del Quindío. Gobernador del mismo departamento hasta el 23 de agosto de 1970. Jorge Arango Mejía pensó dedicarse a trajinar en el mundo de la política. Incluso, acompañó en 1982 a Luis Carlos Galán en su intento por llegar a la Primera Magistratura.
Es autor de algunos libros. El primero, un libro titulado Derecho Civil Primero - Personas, publicado en 1989 por las universidades del Rosario y Nacional, y con prólogo del expresidente Carlos Lleras Restrepo. Otro, llamado Las palabras maravillosas del Quijote, publicado por el Fondo Cultural Cafetero, en 1997, que está agotado; y el tercero, Los Procesos contra el Congreso - Defensa de la Inviolabilidad Parlamentaria. Es la defensa de dos congresistas (Viviane Morales Hoyos y Pablo Ardila Sierra), por medio de una acción de tutela contra la Sala Penal de la Corte Suprema de Justicia, acción que definió favorablemte la Corte Constitucional, en enero de 1999.
Fue Magistrado de la Corte Constitucional desde marzo de 1993 hasta abril de 1998.
En la ciudad de Armenia, fue Secretario General de la Alcaldía y además Superintendente General de Evaluación y Control y Director Jurídico de la Federación Nacional de Cafeteros de Colombia.
El presidente Belisario Betancur lo designó embajador de Colombia en la República Socialista de Checoslovaquia, cargo que ocupó del 7 de febrero de 1983 al 15 de marzo de 1984. Asesor Jurídico por varios años, de los Bancos Central Hipotecario, Cafetero y del Estado.
El llegar a la Corte Constitucional le significó abandonar la Federación Nacional de Cafeteros, donde estuvo desde el 22 de marzo de 1984, cuando llegó como secretario general. Se retiró siendo director jurídico de la Federación.
Jamás olvidará que por 90 votos no llegó a cristalizar en 1978 una de sus grandes aspiraciones: convertirse en senador de la República. Pero no se dio por vencido y cuatro años más tarde volvió a someter su nombre para llegar al Congreso, pero la falta de por lo menos 6.000 sufragios se lo impidió.
Tras retirarse de la Corte Constitucional, ejerció como abogado.